# 大谷茂次郎
大谷 茂次郎（おおたに しげじろう、生没年不詳）は、幕末の土佐藩士、朱子学者。
文政12年（1829年）講習勤並通鑑綱目会頭を命じられ、以降、天保5年（1834年）教授役、天保7年（1836年）藩主相手役、文久元年（1861年）文村司業且小目付を歴任する。一方で、文政12年に土佐郡小高坂村越前町に漢学習字の私塾を開いており、息子の謙作と共に経営した。塾では四書五経と歴史の講義を行っており、天保10年（1839年）頃に最盛期を迎えたと記録されている。没年は不詳だが、私塾は文久2年（1862年）に閉塾している。